# 蒲葵
蒲葵（学名：Livistona chinensis）又名扇叶葵，是棕榈科蒲葵屬的植物。

## 生态
原產地是台灣龜山島、中國南部、日本、琉球。性喜陽光，耐熱、耐寒、耐旱、耐鹼。
在台灣，常用做庭園樹或行道樹。

## 形态
蒲葵是常绿乔木，葉子乍看之下全年不變，其實不是，每年一定有一次由十幾枚葉所構成之新葉束，同時由株頂之中心部所萌出，而每批葉子略維持二年之後才枯乾，殘抱在主幹上，而且逐漸掉落。因此通常不修剪之下，可以看到新葉、舊葉、枯葉三層次的葉子一系列的變化。
莖: 樹幹通直不分枝，株高可達 10~20 公尺，成株灰褐色，外表粗糙，莖上節與節間不明顯。老茎中部较粗，表面有少量棕皮和叶鞘包被。
葉: 單葉叢生於頂端，葉柄呈三角形，邊緣有鋸齒狀的倒鉤刺，葉柄長 1 公尺左右。掌狀葉，扇形深裂成線形，先端再 2 裂，葉端成弧形下垂。 
花: 雌雄同株，兩性花。多分枝而疏散的穗狀圓錐花序，直立；花軸很長，苞片多數，筒狀，小花密生。花被2輪，各為3片，雄蕊6枚。花期是3－5月。
果: 椭圆形核果，由淺綠色轉成綠色，成熟后为蓝黑色，形似橄榄，內有一粒種子。9－10月果熟，一顆樹可以長出數千顆核果。蒲葵長出結實纍纍的綠色果實的時候，常被誤以為是檳榔屬的檳榔樹，但檳榔羽狀複葉，而不是掌狀裂葉，很容易分別出來。
種子: 種子發芽的方式很特別，先是從種子的中間伸出長長的吸收根，等根深入土壤後，再從深入根的上面發芽。
由於蒲葵和糖棕屬的糖棕都是掌狀裂葉子，所以這兩種樹常常被混淆。其實，它們的花和果實是截然不同的。蒲葵是雌雄同株，兩性花，果實像橄榄一樣大小，而糖棕是雌雄異株，雄化和雌花長相特異，果實像椰子一樣大小，是最容易分辨的。在台灣，由於土地與氣候的因素，是很難看到糖棕。
另外，絲葵屬的絲葵(又名華盛頓椰子)也是掌狀裂葉子，也是容易和蒲葵混淆，但是華盛頓椰子的葉子大型且近似圓形，果實則像紅豆一般大小。台灣也不常見到絲葵(華盛頓椰子)。

## 用途
葉形奇特，耐風又可抗鹽，常做行道樹與庭園觀賞植物。樹幹可製成傘柄、手杖、屋柱及其它工藝品。葉片曬乾後，可製成笠帽、蒲扇及刷子等。葉可葺屋，又可製傘。網狀的葉鞘具纖維，可作蓑衣、繩索、掃把等。
近年來，有些人利用蒲葵的種子發芽幼苗，做成種子盆栽來觀賞。

## 文化
古代中國仕女畫中，仕女手上所拿的扇子就是用蒲葵的葉子做成的「蒲葵扇」，屬於奢侈品。
歐陽炯的《南鄉子，詞七首有》"袖斂鮫綃，採香深洞笑相邀。藤杖枝頭蘆酒滴，鋪葵席，豆蔻花間 趖晚日"的句子。葵席指的就是用蒲葵葉編織的蓆子。

## 分布
原产于中国东南部、台灣 及日本南部

## 用途
其叶可製为蒲扇、蓑笠、掃把等。根、叶、果均可入药。

## 變種

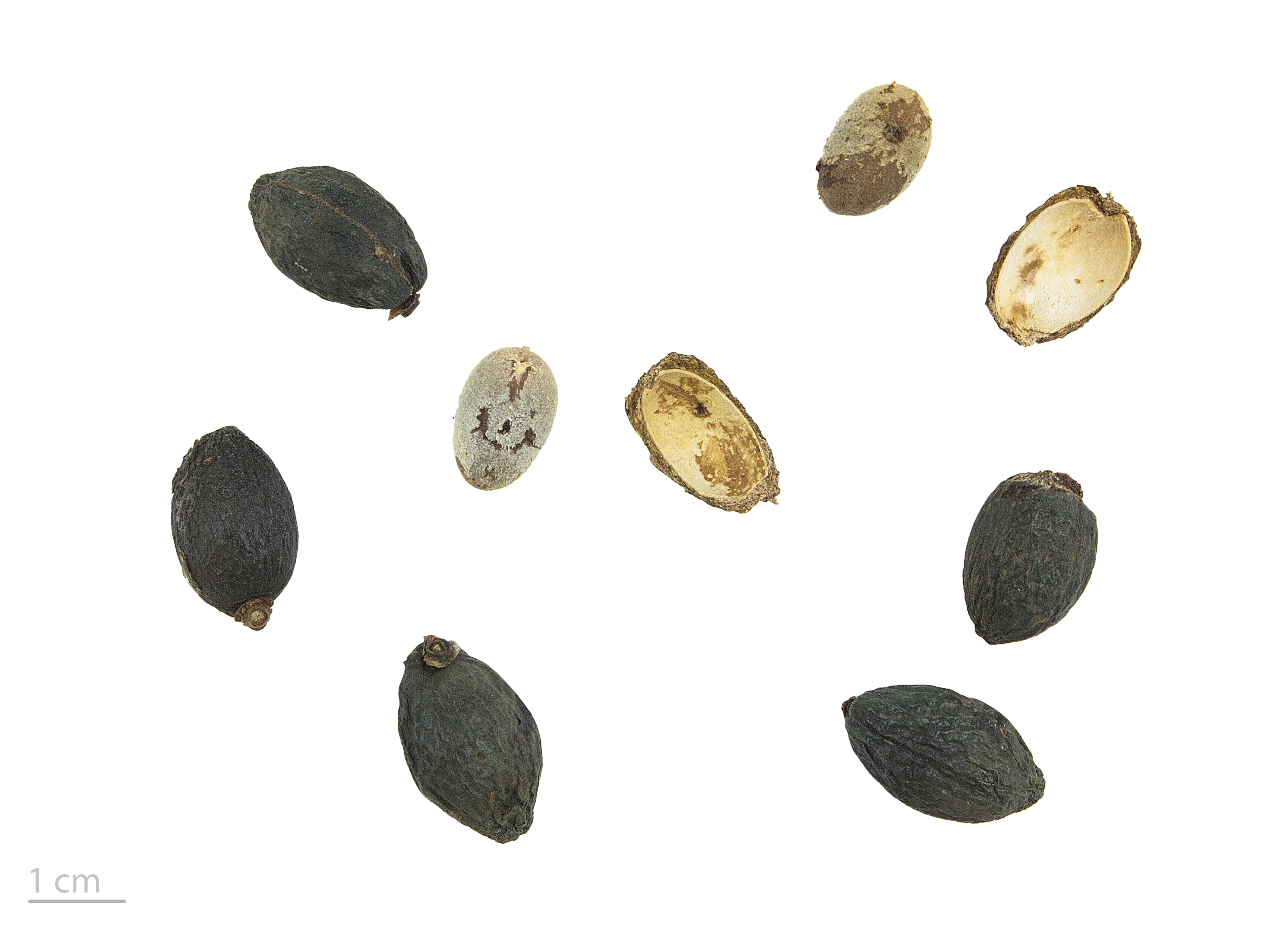
Livistona chinensis

- Livistona chinensis var. chinensis
- Livistona chinensis var. boninensis Becc. ，亦被指為另一物種小笠原蒲葵 (Livistona boninensis)，而非變種
- Livistona chinensis var. subglobosa (Hassk.) Becc.

## 外部連結
- 蒲葵 Pukui （页面存档备份，存于） 藥用植物圖像資料庫（香港浸會大學中醫藥學院）（繁體中文）（英文）